# Throb
Throb ist eine US-amerikanische Sitcom nach einer Idee von Fredi Towbin und wurde von Procter & Gamble Productions produziert. Sie wurde in Syndication von 1986 bis 1988 erstausgestrahlt. Ihre deutsche Premiere hatte sie von 1988 bis 1989 bei Tele 5. Später wurde die Serie von 1993 bis 1996 auf RTL II und von 2001 bis 2007 auf verschiedenen Premiere-Spartenkanälen wiederholt. Es war die erste größere Rolle für Jane Leeves, die später als Daphne Moon in der Fernsehserie Frasier bekannt wurde. Paul Walker, Seriensohn Jeremy in der ersten Staffel, hatte 15 Jahre später seinen Durchbruch im Hollywood-Film The Fast and the Furious.

## Handlung
Die ungefähr 30 Jahre alte geschiedene Sandy Beatty erhält eine Stelle beim kleinen New-Wave-Plattenlabel Throb. Ihr Boss Zach Armstrong sieht aus wie Michael J. Fox, kleidet sich jedoch wie Don Johnson. Sandy hat auch einen zwölfjährigen Sohn namens Jeremy. Sandys beste Freunde sind Meredith, eine alleinstehende Lehrerin aus ihrem Wohnhaus, sowie ihre Kollegen, der hippe Manager Phil und „Blue“. Während der zweiten Staffel zieht Sandy in ein kürzlich in ihrem Wohnhaus freigewordenes Penthouse zusammen mit „Blue“, mit der sie sich die Miete teilt. Im gemeinsamen Alltag treten die Meinungsverschiedenheiten zwischen der prüden Sandy und der freizügigeren „Blue“ nun mehr hervor.